# Ultra Naté
Ultra Naté Wyche, nota semplicemente come Ultra Naté (Havre de Grace, 20 marzo 1968), è una cantautrice, produttrice discografica e disc jockey statunitense.
Tra i protagonisti della musica house alla fine del secondo millennio, la sua carriera è stata caratterizzata dal successo internazionale del singolo Free del 1997, che scalò le classifiche statunitensi ed europee diventando un classico della musica house.
Nel corso della sua carriera, avviata nel 1989, ha realizzato numerosi album e ottenuto diverse nomination ai Billboard Music Awards e  agli International Dance Music Awards, vincendoli nel 1998 come "Best Dance Solo Artist" e nelle categorie "Best House/Garage 12"" e "Best Pop 12" Dance Record" con il brano Free.

## Biografia

### Gli esordi
Afroamericana del Maryland, è stata influenzata fin da piccola da artisti come Marvin Gaye e Boy George, . Ha esordito nel 1989 dopo aver conosciuto il gruppo di dj e produttori di musica house The Basement Boys. Insieme a loro ha realizzato la traccia It's Over Now, grazie alla quale ottenne un contratto con la sede britannica della Warner. Il singolo ottenne un grande successo soprattutto negli Stati Uniti, così come alcuni altri singoli usciti nei primissimi anni novanta come Is It Love? e Rejoicing (I'll Never Forget) estratti dal disco d'esordio, Blue Notes in Basement, pubblicato nel 1991.
Il secondo disco dell'artista uscì nel 1994 sempre per la Warner Music, che però impose all'artista di inserire delle sfumature R&B all'interno di questo nuovo disco, intitolato One Woman's Insanity. Nello stesso periodo ha realizzato il brnao Party Girl (Turn Me Loose), inserito nella colonna sonora del film Studio 54. Nonostante il secondo album e i relativi singoli avessero ottenuto un buon riscontro, la cantante interruppe la collaborazione con l'etichetta discografica per avere la possibilità di lavorare più autonomamente.

### Il successo diFree
Passata quindi all'etichetta indipendente Strictly Rhythm specializzata in musica house, realizzò nel 1997 il singolo Free, prodotto da Mood II Swing, che la portò al successo anche in Europa e diventò il suo brano più noto. Free fece da apripista al suo terzo album di inediti, Situation: Critical, uscito l'anno successivo con produzioni di Mood II Swing, Al Mack, Masters at Work e D-Influence. La fine degli anni novanta fu ricca di soddisfazioni per l'artista, che ricevette due candidature ai Billboard Music Awards nella categoria "Top Hot Dance Club Play Single" (nel 1997 per Free e nel 1998 per Found a Cure) e uno nella categoria "Top Hot Dance Club Play Artist" e diverse nomination agli International Dance Music Awards nel 1998, vincendo nella categoria "Best Dance Solo Artist" come artista solista e nelle categorie "Best House/Garage 12"" e "Best Pop 12" Dance Record" grazie al brano Free.

### Gli anni 2000
Dopo il successo di fine anni novanta, la sua attività non si è fermata e l'artista ha continuato a pubblicare diversi album e singoli sempre di genere house. Il quarto album vide la luce nel 2000 (Stranger than Fiction, uscito nel 2001 negli Stati Uniti), che segnò la fine della collaborazione con la Strictly Rhythm. Nella seconda metà degli anni duemila ha vissuto un nuovo periodo di notorietà internazionale, iniziato nel 2005 con la realizzazione del singolo Freak On in collaborazione con il dj svedese Stonebridge, cui seguì nel  2006 il singolo Love's the Only Drug che ottenne un buon successo nella classifica dance statunitense, e nel 2007 Automatic (cover delle Pointer Sisters) e Give It All You Got, in collaborazione con Chris Willis, che raggiunsero la vetta della classifica dance, seguiti da Twisted (Got Me Goin' Around) che si fermò al terzo posto. Questo ritrovato successo le portò una nuova nomination come "Best Dance Solo Artist" agli International Dance Music Awards del 2008, a dieci anni di distanza dalla vittoria, dove però stavolta vinse Bob Sinclar. Questi lavori furono inseriti nel quinto disco di inediti, intitolato Grime, Silk & Thunder e pubblicato nel giugno 2007 da Tommy Boy Records.
Un altro periodo positivo si presentò nel pochi anni dopo, nel 2011, con l'uscita di Turn It Up che scalò ancora una volta la classifica Dance Club Songs di Billboard, così come il duetto Waiting on You realizzato nello stesso anno con Michelle Williams. Nello stesso anno ottenne una nuova nomination agli International Dance Music Awards nella sezione "Best House/Garage Dance Track" col brano Give It 2 U, realizzato in collaborazione con Quentin Harris per l'etichetta discografica Strictly Rhytmic, ma il premio andò al brano Barbra Streisand dei Duck Sauce. Questi lavori furono inseriti nell'album Hero Worship, pubblicato nel 2013 per la Blue Fire/Peace Biscuits.

### Gli anni 2010
Nel corso degli anni dieci del duemila ha continuato a produrre singoli e ha realizzato nel 2017 il settimo album di inediti Ultra Naté & Quentin Harris as Black Stereo Faith, proseguendo la collaborazione con Quentin Harris, sempre con la Blue Fire/Peace Biscuits. Nel 2022 ha pubblicato l'ottavo disco, Ultra, ancora una volta per la stessa etichetta discografica, e nello stesso periodo ha ritrovato popolarità grazie a un rifacimento del suo brano di maggior successo, Free, a opera del duo musicale svedese delle Icona Pop intitolato You're Free e uscito in occasione dei 25 anni dalla pubblicazione del brano.

## Discografia

### Album in studio
- 1991 - Blue Notes in the Basement
- 1994 - One Woman's Insanity
- 1998 - Situation: Critical
- 2001 - Stranger Than Fiction
- 2007 - Grime, Silk, & Thunder
- 2013 - Hero Worship
- 2017 - Black Stereo Faith
- 2022 - Ultra

#### Album di remix
- 1997 - Is It Love? Ultra Naté Best Remixes, Vol. 1
- 1999 - How Long: Ultra Naté Best Remixes, Vol. 2
- 2008 - Alchemy: G.S.T. Reloaded

### EP
- 2010 - Things Happen at Night

### Singoli
- 1989 - It's Over Now
- 1991 - Is It Love?
- 1992 - Rejoicing (I'll Never Forget
- 1993 - Joy
- 1994 - Show Me
- 1994 - How Long
- 1997 - Free
- 1998 - Free (remix)
- 1998 - Found a Cure
- 1998 - New Kind of Medicine
- 1998 - Release the Pressure
- 2000 - Desire
- 2001 - Get It Up (The Feeling)
- 2002 - I Don't Understand It
- 2002 - Twisted
- 2003 - Brass in Pocket
- 2004 - Free (Remixes) (Oscar G, Brick City, Corbett & Troia Remix)
- 2005 - Freak On (Ultra Naté vs Stonebridge)
- 2006 - Love's the Only Drug
- 2007 - Automatic
- 2007 - Give It All You Got (feat. Chris Willis)
- 2008 - Twisted (Got Me Goin' Round)
- 2009 - Faster Faste Pussycat (Let's Go!)
- 2009 - Hey DJ
- 2011 - Turn It Up
- 2011 - My Love
- 2011 - Waiting on You (feat. Michelle Williams)
- 2013 - Everybody Loves the Night
- 2014 - Unconditional
- 2014 - So Glamorous (feat. Samuele Sartini)
- 2015 - Take Care of My Heart (feat. Eddie Amador)
- 2016 - Alive
- 2017 - I'm Too Sexy (Touch This Skin)
- 2017 - Fake (S-Max & Ultra Naté)

Come artista ospite
- 1992 - Altitude (777 feat. Ultra Naté)
- 1995 - Party Girl (Turn Me Loose)
- 1995 - 10.000 Screaming Faggots (The Moonwalkers feat. Ultra Natè)
- 1997 - Party Feeling (B-Crew featuring Barbara Tucker, Dajae, Ultra Naté & Moné)
- 1998 - If You Could Read My Mind (come Stars on 54: Ultra Naté, Amber & Jocelyn Enriquez)
- 2004 - Time of Our Lives (Ultra Devoted)
- 2005 - Bittersweet Melody (Alex Gaudino feat. Ultra Naté)
- 2005 - Wonderful Place (come collettivo U.D.A.U.F.L.)
- 2010 - No Wasted Hearts (Nicola Fasano feat. Ultra Naté)
- 2010 - Destination (Tony Mora feat. Ultra Naté)
- 2018 - Feeling Mighty (David Harness & Ultra Naté)
- 2022 - You're Free (Icona Pop x Ultra Naté)

## Riconoscimenti
1998
- International Dance Music Awards come Best Dance Solo Artist[3]
- International Dance Music Awards come Best House/Garage 12" per il singolo Free[3]
- International Dance Music Awards come Best Pop 12" Dance Records per il singolo Free[3]

### Nomination
1997
- Billboard Music Awards come Top Hot Dance Club Play Single per Free[8]

1998
- Billboard Music Awards come Top Hot Dance Club Play Single per Found a Cure[9]
- Billboard Music Awards come Top Hot Dance Club Play Artist[9]

2008
- International Dance Music Awards come Best Dance Solo Artist[11]

2011
- International Dance Music Awards come Best House/Garage 12" per il singolo Give It 2 U[12]